# Prêmio TVyNovelas de melhor tema musical
O Prêmio TVyNovelas de melhor tema musical é um dos prêmios oferecidos durante a realização do Prêmio TVyNovelas, destinado ao melhor tema musical de uma telenovela da televisão mexicana.

## Vencedores e indicados

### Década de 1990
| 1994 | "Corazón Salvaje" – Manuel Mijares (Corazón salvaje)                                   | - "Buscando el paraíso" – Pedro Fernández e Alejandro Ibarra (Buscando el paraíso) - "Los parientes pobres" – Lucero (Los Parientes Pobres) |
| 1995 | "El vuelo del águila" – Daniel Catán (El vuelo del águila)                             | "El vuelo del águila" – Daniel Catán (El vuelo del águila)                                                                                  |
| 1996 | "Tengo todo contigo" – Alberto Ángel (La dueña)                                        | "Tengo todo contigo" – Alberto Ángel (La dueña)                                                                                             |
| 1997 |                                                                                        | |
| 1998 | "El alma no tiene color" – Laura Flores e Marco Antonio Solís (El alma no tiene color) | "El alma no tiene color" – Laura Flores e Marco Antonio Solís (El alma no tiene color)                                                      |
| 1999 | "El Privilegio de Amar" – Manuel Mijares e Lucero (El Privilegio de Amar)              | "El Privilegio de Amar" – Manuel Mijares e Lucero (El Privilegio de Amar)                                                                   |

### Década de 2000
| 2000        | "Laberintos de Pasión" – Pedro Fernández (Laberintos de pasión)                     | "Laberintos de Pasión" – Pedro Fernández (Laberintos de pasión) |
| 2001        | "Enloquéceme" – OV7 (Locura de amor)                                                | - "Abrázame muy fuerte" – Juan Gabriel (Abrázame muy fuerte) - "A mil por hora" – Lynda (Primer amor, a mil por hora) |
| 2002        |                                                                                     | |
| 2003        | "Niña amada mía" – Alejandro Fernández (Niña... amada mía)                          | - "La otra" – Benny Ibarra and Edith Márquez (La Otra) - "Las vías del amor" – Aracely Arámbula (Las vías del amor) |
| 2004        | "Amarte es mi pecado" – Ricardo Montaner e Alessandra Rosaldo (Amarte es mi pecado) | - "Amor real" – Sin Bandera (Amor real) - "De corazón a corazón" – Darina (Velo de novia) |
| 2005        | "La Descarada" – Reyli (Rubí)                                                       | - "Que seas feliz" – Luis Miguel (Apuesta por un amor) - "Vivir" – Belinda (Corazones al límite) |
| 2006        | "Rebelde" – RBD (Rebelde)                                                           | - "Alborada" – Plácido Domingo (Alborada) - "Esta Ausencia" – David Bisbal (Piel de otoño) - "Víveme" – Laura Pausini (La madrastra) |
| 2007        | "El club de las feas" – Banda El Recodo for La fea más bella                        | - "Antes de que te vayas" – Marco Antonio Solís (Mundo de fieras) - "Coleccionista de cancione" – Camila (Las dos caras de Ana) - "Dispárame, dispara" – Laura Pausini (Amar sin límites) - "Heridas de amor" – Ricardo Montaner (Heridas de amor) |
| 2008 e 2009 |                                                                                     | |

### Década de 2010
| Ano  | Vencedor                                                                      | Indicados |
| ---- | ----------------------------------------------------------------------------- | --- |
| 2010 | "Mundo de caramelo" – Danna Paola (Atrévete a soñar)                          | - "Hasta que el dinero nos separe" – Pedro Fernández (Hasta que el dinero nos separe) - "Mañana es para siempre" – Alejandro Fernández (Mañana es para siempre) - "Me enamoré de ti" – Chayanne (Corazón salvaje) - "Un gancho al corazón" – Playa Limbo (Un gancho al corazón)            |
| 2011 | "Cuando me enamoro" – Enrique Iglesias e Juan Luis Guerra (Cuando me enamoro) | - "Esa Hembra es Mala" – Gloria Trevi (Teresa) - "Llena de Amor" – Luis Fonsi (Llena de amor) - "Para Volver a Amar" – Kany García (Para volver a amar) - "Regálame un Beso" – Fanny Lu (Mar de amor)                                                                                      |
| 2012 | "Día de Suerte" – Alejandra Guzmán (Una familia con suerte)                   | - "A Partir de Hoy" – Maite Perroni e Marco DiMauro (Triunfo del amor) - "La Fuerza del Destino" – Sandra Echeverría e Marc Anthony (La fuerza del destino) - "Rendirme En Tu Amor" – Anahí e Carlos Ponce (Dos hogares) - "Te Dejaré de Amar" – Reyli (La que no podía amar)              |
| 2013 | "Solo un Suspiro" – Alejandra Orozco e Oscar Cruz (Abismo de pasión)          | - "Cuando manda el corazón" – Vicente Fernández (Amor Bravío) - "Corona de lágrimas" – Cristian Castro (Corona de lágrimas) |
| 2014 | "No me compares" – Alejandro Sanz (Amores Verdaderos)                         | - "El amor manda" – María José (Porque el amor manda) - "Hoy tengo ganas de ti" – Alejandro Fernández e Christina Aguilera (La tempestad) |
| 2015 | "Mi corazón es tuyo" – Axel e Kaay (Mi corazón es tuyo)                       | - "El perdedor" – Enrique Iglesias and Marco Antonio Solís (Lo que la vida me robó) - "Hoy es un buen día" – Río Roma (El color de la pasión) - "Quiero amarte" – Armando Manzanero, Noel Schajris, Samo, Jesús Navarro, Juan Pablo Manzanero e Carlos Macías (Quiero amarte)              |
| 2016 | "A que no me dejas" – Alejandro Sanz for A que no me dejas                    | - "La trampa" – Joan Sebastián (Amores con trampa) - "Si Alguna Vez" – Thalía (Antes muerta que Lichita) - "Te prometí" – Manuel Mijares (La sombra del pasado) - "La vecina" – Ángeles Azules (La vecina)                                                                                 |
| 2017 | "Se Puede Amar" – Pablo Alborán (Tres veces Ana)                              | - "Instrumental" (La candidata) - "Que lo nuestro se quede nuestro" – Carlos Rivera (Sin rastro de ti) - "Mi verdad" – Maná and Shakira (Sueño de amor) - "Mi camino eres tú" – Paulina Goto (Un camino hacia el destino)                                                                  |
| 2018 | "Saturno" – Pablo Alborán (Caer en tentación)                                 | - "Estaré contigo" – Marco Antonio Solís (En tierras salvajes) - "Y me pregunto" – Julión Álvarez (La doble vida de Estela Carrillo) - "Me declaro culpable" – Manuel Mijares e María José (Me declaro culpable) - "Tú eres la razón" – Los Fontana and Angelina (Mi marido tiene familia) |
| 2019 | "Me muero" – Carlos Rivera (Amar a muerte)                                    | - "Tengo" – Timbiriche (Hijas de la luna) - "Buena vida" – Daddy Yankee e Natti Natasha (La Piloto) - "Este movimiento" – Like (Like) - "Tú eres la razón" – Margarita La Diosa de la Cumbia e Los Fontana (Mi marido tiene familia)                                                       |

### Década de 2020
| Ano  | Vencedor                                 | Indicados |
| ---- | ---------------------------------------- | --- |
| 2020 | "Rompe" – Paulina Goto (Vencer el miedo) | - "Así como soy" – Sofía Garza e Viviana Barrera (Cita a ciegas) - "Cuna de lobos" – Pedro Plascencia (Cuna de lobos) - "Depredador" – Gelo Arango (La reina soy yo) - "Tú conmigo" – Yahir (Ringo) |